# Monte Botev
Il monte Botev (2.376 m s.l.m.) è la montagna più alta dei monti Balcani, situata in Bulgaria, all'interno del parco nazionale dei Balcani Centrali. Ha preso tale nome da Hristo Botev, poeta e patriota bulgaro e viene identificato con il  monte Emo o Aimos, in lingua greca Αἷμος, che viene menzionato nelle opere di Strabone.
mari, non dicendo la verità: infatti la distanza in direzione dell’Adriatico è troppo grande e ci sono molti ostacoli alla vista.»
(Strabone 7, 5, 1)
Tucidide (2, 96), parlando della spedizione del re Sitalce contro la Macedonia, indica il monte Emo come linea di confine fra differenti tribù tracie.
Cassandro nel 298 a.C. vi sconfisse i Celti.
Livio riporta la notizia che Filippo V di Macedonia nel 181 a.C., sia salito sul monte Emo
dove là si potevano vedere simul et Adriaticum mare, et Histrum amnem et Alpes;
«Nell'autunno del 377 i Goti erano stati imbottigliati da un esercito romano nelle gole del monte Emo in Tracia».  In seguito i Goti, riusciti a liberarsi dei Romani che si ritirarono in seguito ad un'alleanza con truppe di Unni ed Alani che scorrazzavano intorno al Danubio, tornarono  di nuovo a devastare le sfortunate campagne della Tracia.